# Accidenti alla guerra!...
Accidenti alla guerra!... è un film del 1948 diretto da Giorgio Simonelli.

## Trama
Michele Coniglio si traveste da tedesco per sfuggire a una retata, indossando una divisa da soldato. Viene però inviato in un istituto in Germania per procreare bambini di pura razza ariana. Nell'istituto, dopo varie peripezie per non essere scoperto, viene infine riconosciuto, ma riesce in extremis a salvarsi dalla fucilazione.